# Mindaoré
Mindaoré est un village du Tchad, situé dans la région du Mayo-Kebbi Est, département du Mont d'Illi, canton Youé, à la proximité de la frontière avec le Cameroun, à 103 km de Maroua.
À une altitude de 335 m, il s'étend sur une superficie de 86 250 m2. Il y a un marché hebdomadaire. Cette région est très riche en faune exceptionnelle. Dans ce village, on trouve des montagnes, des rivières et une forêt[réf. nécessaire].
Mindaoré c'est aussi un clan (Mondaoré), qui a subi une mutation syntaxique pour donner Mindaoré. la racine Ndaoré vient du nom Ndaora qui est le patriarche génération zéro du clan Mondaoré. Mondaoré signifie, les petits fils (Moo) ou progéniture de Ndaora.